# Rebecca Lyne
Rebecca Lyne (Reino Unido, 4 de julio de 1982) es una atleta británica especializada en la prueba de 800 m, en la que ha logrado ser medallista de bronce europea en 2006.

## Carrera deportiva
En el Campeonato Europeo de Atletismo de 2006 ganó la medalla de bronce en los 800 m, con un tiempo de 1:58.45 segundos, llegando a meta tras las rusas Olga Kotlyarova y Svetlana Klyuka (plata con 1:57.48 segundos).